# Ozinki
Ozinki (in russo  Озинки?) è un insediamento di tipo urbano dell'oblast' di Saratov, in Russia; è il centro amministrativo del distretto Ozinskij.
Il villaggio si trova nella parte sud-orientale della regione, sulle rive del fiume Bol'šaja Čalykla, a 10 km dal confine con il Kazakistan.